# Baikal-Airlines-Flug 130
Am 3. Januar 1994 verunglückte eine Tupolew Tu-154M auf dem Inlandsflug Baikal-Airlines-Flug 130 von Irkutsk nach Moskau. Alle 124 Insassen und ein Mensch am Boden starben.

## Flugzeug
Das Flugzeug war eine 5 Jahre alte Tupolew Tu-154M mit dem Luftfahrzeugkennzeichen RA-85656, die mit 3 Solowjow D-30Ku-154-11 Triebwerken ausgerüstet war.

## Verlauf
Während des Startens von Triebwerk Nr. 2 (Mitte) wurde zweimal ein plötzliches Drehen des Turbokompressors bemerkt. Dann ging ein Warnlicht an, das zeigte, dass sich der Anlasser noch drehte, welches auch nach seinem Abschalten nicht erlosch. Für den Umgang mit dieser Störung gab es keine Vorschriften. Die Cockpitbesatzung (Kapitän, Kopilot, Flugingenieur und Navigator) hielt das Warnlicht für eine Fehlwarnung, weil sie glaubte, dass sich der Anlasser nur beim Start eines Triebwerkes drehen könne. Alle Triebwerksparameter waren normal, und das Flugzeug hob um 11:59 Uhr in Richtung Moskau ab. Doch 3 Minuten und 45 Sekunden nach dem Start, auf einer Höhe von 4000 Metern, aktivierte sich der Luftstarter von selbst und begann mit einer überkritischen Drehgeschwindigkeit von mehr als 40000/min zu drehen, bis die Scheibe des Luftstarters zerbrach. Die Trümmer beschädigten die Hydraulikleitungen und die Treibstoffleitungen zu Triebwerk Nr. 2, welches daraufhin ausfiel. Zusätzlich brach ein Feuer im Triebwerk aus, welches daraufhin die Steuerflächen und die Hydraulikleitungen beschädigte. Die Piloten versuchten eine Notlandung in Irkutsk. Im Cockpit ertönte eine Warnung über einem Triebwerksbrand von Triebwerk Nr. 2. Obwohl die Piloten die Triebwerkslöschanlage betätigten, konnte das Feuer nicht gelöscht werden. Schließlich fiel die Hydraulik ganz aus, und das Flugzeug schlug um 12:08:38 Ortszeit mit einer Geschwindigkeit von 510 km/h zwischen Bauernhöfen nahe Marmony, 15 km nordöstlich vom Flughafen Irkutsk, auf. Alle 124 Insassen sowie ein Bauer am Boden starben.

## Ursache
Die Unfallursache war das Bersten des Luftstarters im Steigflug, was Treibstoffleitungen beschädigte und ein Feuer verursachte, das daraufhin Steuerflächen und Hydraulikleitungen beschädigte und das Flugzeug unkontrollierbar machte. Die Cockpitbesatzung hätte gar nicht zum Start rollen dürfen, unterschätzte also den Ernst der Warnung. In den Betriebshandbüchern gab es jedoch für diesen Störfall keine einzuhaltenden Verfahren, und auch die Cockpit-Anzeigen lieferten keine weiteren Angaben zum Zustand des Luftstarters.